# Arrogatio
Een arrogatio of adrogatio was de adoptie van een Romein die sui iuris (eigengerechtigd, d.i. niet onder het ouderlijk gezag van iemand is) was.
Dit was voor hem, die zich liet arrogeren, een capitis deminutio. Hij verloor de status familiae: er ging dus een familia verloren. Daardoor moest er een stemming gehouden worden door de comitia curiata, want het ging hier om een religieuze aangelegenheid. De geadopteerde was namelijk iemand die uit een andere familia kwam en dus andere familiegoden (sacra) had. Als hij dus overging in een nieuwe familia, moest hij niet meer offeren aan zijn oorspronkelijke familiegoden, maar aan die van zijn nieuwe familia. Daarom moest aan de stemming een verklaring van de pontifices voorafgaan, dat er vanuit het oogpunt van de Romeinse godsdienst geen bezwaar was tegen de arrogatio. De comitia curiata kondigde bij goedkeuring van de adoptie een lex curiata af, waarop men was geadopteerd.
Indien een pater familias door arrogatio werd geadopteerd, werd tevens  zijn hele familia opgenomen in zijn adoptiefamilie. Een bekend voorbeeld hiervan is Tiberius Claudius Nero, die door Augustus werd geadopteerd door middel van arrogatio. Hierdoor werd zijn zoon Drusus, alsook zijn (voordien geadopteerde) adoptiezoon Germanicus opgenomen in de familia van Augustus.
Hoewel nu de aangenomen zoon het nomen gentilicum (en indien aanwezig ook het cognomen) van zijn adoptievader aannam, zo werden toch mannen, die op latere leeftijd zich tot zoon lieten aannemen, dikwijls nog bij hun oude naam genoemd.

## Referentie
- art. arrogatio, in J.G. Schlimmer - Z.C. De Boer, Woordenboek der Grieksche en Romeinsche Oudheid, Haarlem, 19203, pp. 90-91.